# Jerian Grant
Pour les articles homonymes, voir Grant.
Holdyn Jerian Grant, né le 9 octobre 1992 à Silver Spring, Maryland, est un joueur américain de basket-ball. Il évolue aux postes de meneur et d'arrière.

## Biographie

### Knicks de New York (2015-2016)
Le 25 juin 2015, Grant est sélectionné à la 19e position de la draft 2015 de la NBA par les Wizards de Washington. Ses droits sont immédiatement transférés aux Hawks d'Atlanta avant d'être finalement envoyés aux Knicks de New York dans l'échange incluant Tim Hardaway, Jr.. Il participe à la NBA Summer League avec les Knicks où il a des moyennes de 11,8 points, 3,2 rebonds et 4,8 passes décisives en cinq rencontres.
Le 30 juillet 2015, il signe son contrat rookie avec les Knicks.
Le 2 décembre 2015, il marque 12 points dans la victoire contre son frère Jerami et les 76ers de Philadelphie. Le 12 janvier 2016, il réalise son meilleur match de la saison avec 16 points et 8 passes décisives dans la victoire 120 à 114 contre les Celtics de Boston.

### Bulls de Chicago (2016-2018)
Le 22 juin 2016, Grant est transféré, avec Jose Manuel Calderon et Robin Lopez aux Bulls de Chicago en échange de Derrick Rose, Justin Holiday et un second tour de draft 2017.
Le mois suivant, il aide les Bulls à remporter la Summer League de Las Vegas et reçoit le titre de MVP de la finale qu'il termine avec 24 points, 10 rebonds et 5 passes décisives.
Le 28 octobre 2016, les Bulls activent leur option d'équipe sur le contrat de Grant pour le prolonger d'une année.
Le 15 novembre 2016, pour sa première titularisation de la saison, il marque 18 points et intercepte 5 ballons dans la victoire 113 à 88 contre les Trail Blazers de Portland. Le 26 novembre, il est envoyé chez les Bulls de Windy City, l'équipe de G-League affiliée aux Bulls de Chicago ; il est rappelé le 27 novembre dans l'effectif de Chicago. Le 9 décembre 2016, il est renvoyé à Windy City puis rappelé par Chicago le lendemain.
Le 10 avril 2017, il marque 17 points et distribue 11 passes décisives dans la victoire 122 à 75 contre le Magic d'Orlando.
Le 27 octobre 2017, les Bulls activent leur option d'équipe sur le contrat de Grant, le prolongeant une saison de plus.
Le 26 novembre 2017, Grant marque 24 points, son record en carrière, dans la défaite 100 à 93 au Heat de Miami. Le 29 décembre 2017, titularisé, il termine la rencontre avec 11 points, 12 passes décisives et sept rebonds dans la victoire 119 à 107 contre les Pacers de l'Indiana. Le 22 janvier 2018, il marque 22 points et distribue 13 passes décisives dans la défaite 132 à 128 après deux prolongations chez les Pelicans de La Nouvelle-Orléans.

### Magic d'Orlando (2018-2019)
Le 7 juillet 2018, Grant est transféré, avec Timofeï Mozgov, au Magic d'Orlando en échange de Bismack Biyombo, un second tour de draft 2019 et un second tour de draft 2020.
Le 1er juillet 2019, il n'est pas conservé dans l'effectif et devient agent libre.

### Wizards de Washington (2020)
En juin 2020, Grant rejoint les Wizards de Washington pour finir la saison 2019-2020 décalée en raison de la pandémie de Covid-19. Il remplace Dāvis Bertāns, qui déclare forfait pour la fin de la compétition.

### Carrière en Europe (depuis 2020)
Grant part jouer en Grèce, au Promithéas Patras pour la saison 2020-2021. Il réalise une bonne saison avec des moyennes de 14,8 points et 6,9 passes décisives et rejoint à l'été 2021, l'Olimpia Milan avec lequel il s'engage pour deux saisons.

## Clubs successifs
- 2011-2015 :  Fighting Irish de Notre Dame (NCAA)
- 2015-2016 :  Knicks de New York (NBA)
- 2016-2018 :  Bulls de Chicago (NBA)
- 2018-2019 :  Magic d'Orlando (NBA)

## Palmarès
- Consensus first-team All-American (2015)
- First-team All-ACC (2015)
- Second-team All-Big East (2013)
- ACC Tournament MVP (2015)
- Vainqueur de la coupe d'Italie 2022
- Vainqueur de l'Euroligue 2023-2024

## Statistiques

### Universitaires
Les statistiques en matchs universitaires de Jerian Grant sont les suivantes :
| Saison    | Équipe     | Matchs | Titul. | Min./m | % Tir | % 3pts | % LF | Rbds/m. | Pass/m. | Int/m. | Ctr/m. | Pts/m. |
| --------- | ---------- | ------ | ------ | ------ | ----- | ------ | ---- | ------- | ------- | ------ | ------ | ------ |
| 2011-2012 | Notre Dame | 34     | 33     | 36,2   | 37,9  | 35,4   | 81,9 | 2,85    | 4,97    | 1,29   | 0,18   | 12,29  |
| 2012-2013 | Notre Dame | 35     | 34     | 36,3   | 40,6  | 34,4   | 73,7 | 2,89    | 5,54    | 1,26   | 0,23   | 13,29  |
| 2013-2014 | Notre Dame | 12     | 12     | 35,6   | 51,8  | 40,8   | 86,5 | 2,50    | 6,17    | 2,00   | 0,33   | 19,00  |
| 2014-2015 | Notre Dame | 38     | 38     | 37,1   | 47,9  | 31,6   | 78,0 | 3,03    | 6,63    | 1,66   | 0,50   | 16,58  |
| Total     | Total      | 119    | 117    | 36,4   | 43,6  | 34,5   | 79,0 | 2,88    | 5,79    | 1,47   | 0,31   | 14,63  |

### Professionnelles

#### Saison régulière
| Saison    | Équipe     | Matchs | Titul. | Min./m | % Tir | % 3pts | % LF | Rbds/m. | Pass/m. | Int/m. | Ctr/m. | Pts/m. |
| --------- | ---------- | ------ | ------ | ------ | ----- | ------ | ---- | ------- | ------- | ------ | ------ | ------ |
| 2015-2016 | New York   | 76     | 6      | 16,6   | 39,4  | 22,0   | 78,0 | 1,88    | 2,33    | 0,66   | 0,13   | 5,61   |
| 2016-2017 | Chicago    | 63     | 28     | 16,3   | 42,5  | 36,6   | 89,0 | 1,76    | 1,92    | 0,75   | 0,13   | 5,87   |
| 2017-2018 | Chicago    | 74     | 26     | 22,8   | 41,6  | 32,6   | 74,5 | 2,32    | 4,62    | 0,85   | 0,11   | 8,36   |
| 2018-2019 | Orlando    | 60     | 1      | 15,6   | 41,8  | 36,4   | 65,0 | 1,63    | 2,60    | 0,73   | 0,10   | 4,17   |
| 2019-2020 | Washington | 6      | 0      | 13,4   | 37,0  | 25,0   | 71,4 | 1,00    | 1,50    | 0,17   | 0,17   | 4,50   |
| Total     | Total      | 279    | 61     | 17,9   | 41,1  | 32,3   | 77,0 | 1,90    | 2,89    | 0,73   | 0,12   | 6,06   |

Mise à jour le 12 mars 2020

#### Playoffs
| Saison | Équipe  | Matchs | Titul. | Min./m | % Tir | % 3pts | % LF  | Rbds/m. | Pass/m. | Int/m. | Ctr/m. | Pts/m. |
| ------ | ------- | ------ | ------ | ------ | ----- | ------ | ----- | ------- | ------- | ------ | ------ | ------ |
| 2017   | Chicago | 5      | 2      | 10,4   | 26,1  | 11,1   | 100,0 | 0,80    | 1,00    | 0,40   | 0,00   | 3,20   |
| 2019   | Orlando | 3      | 0      | 4,7    | 20,0  | 0,0    | 100,0 | 1,33    | 1,00    | 0,00   | 0,00   | 1,67   |
| Total  | Total   | 8      | 2      | 8,2    | 24,2  | 6,2    | 100,0 | 1,00    | 1,00    | 0,25   | 0,00   | 2,62   |

## Records sur une rencontre de NBA
Les records personnels de Jerian Grant officiellement recensés par la NBA sont les suivants :
| Type de statistique        | Saison régulière | Saison régulière                  | Saison régulière | Playoffs | Playoffs             | Playoffs      |
| Type de statistique        | Record           | Adversaire                        | Date             | Record   | Adversaire           | Date          |
| -------------------------- | ---------------- | --------------------------------- | ---------------- | -------- | -------------------- | ------------- |
| Points                     | 24               | Heat de Miami                     | 26 novembre 2017 | 6        | 2 fois               | 2 fois        |
| Paniers marqués            | 8                | 2 fois                            | 2 fois           | 2        | 4 fois               | 4 fois        |
| Paniers tentés             | 16               | 2 fois                            | 2 fois           | 9        | @ Celtics de Boston  | 16 avril 2017 |
| Paniers à 3 points réussis | 3                | 8 fois                            | 8 fois           | 1        | @ Celtics de Boston  | 16 avril 2017 |
| Paniers à 3 points tentés  | 7                | Celtics de Boston                 | 16 février 2017  | 4        | 2 fois               | 2 fois        |
| Lancers francs réussis     | 8                | @ Pelicans de La Nouvelle-Orléans | 22 janvier 2018  | 2        | Celtics de Boston    | 21 avril 2017 |
| Lancers francs tentés      | 10               | Hawks d'Atlanta                   | 26 octobre 2017  | 2        | Celtics de Boston    | 21 avril 2017 |
| Rebonds offensifs          | 3                | 2 fois                            | 2 fois           | -        | -                    | -             |
| Rebonds défensifs          | 8                | @ 76ers de Philadelphie           | 6 avril 2017     | 4        | @ Raptors de Toronto | 23 avril 2019 |
| Rebonds totaux             | 8                | 3 fois                            | 3 fois           | 4        | @ Raptors de Toronto | 23 avril 2019 |
| Passes décisives           | 13               | @ Pelicans de La Nouvelle-Orléans | 22 janvier 2018  | 4        | @ Celtics de Boston  | 16 avril 2017 |
| Interceptions              | 5                | 2 fois                            | 2 fois           | 1        | 2 fois               | 2 fois        |
| Contres                    | 1                | 33 fois                           | 33 fois          | -        | -                    | -             |
| Balles perdues             | 6                | @ Pelicans de La Nouvelle-Orléans | 22 janvier 2018  | 4        | Celtics de Boston    | 21 avril 2017 |
| Minutes jouées             | 47               | @ Pelicans de La Nouvelle-Orléans | 22 janvier 2018  | 21       | @ Celtics de Boston  | 16 avril 2017 |

- Double-double : 6
- Triple-double : 0

Dernière mise à jour : 29 septembre 2020

## Salaires
Les gains de Jerian Grant en carrière sont les suivants :
| Saison      | Équipe                | Salaire     |
| ----------- | --------------------- | ----------- |
| 2015-2016   | Knicks de New York    | 1 572 360 $ |
| 2016-2017   | Bulls de Chicago      | 1 643 040 $ |
| 2017-2018   | Bulls de Chicago      | 1 713 840 $ |
| 2018-2019   | Magic d'Orlando       | 2 639 314 $ |
| 2019-2020   | Wizards de Washington | 196 288 $   |
| Total Gains | Total Gains           | 7 764 842 $ |

## Vie privée
Il est le neveu d'Horace Grant et le frère de Jerami Grant, tous deux joueurs passés par la NBA.